# Dubrava (Bojnik)
Pour les articles homonymes, voir Dubrava et Dubrave.
Dubrava (en serbe cyrillique : Дубрава) est un village de Serbie situé dans la municipalité de Bojnik, district de Jablanica. Au recensement de 2011, il comptait 22 habitants.

## Démographie
| 1948 | 1953 | 1961 | 1971 | 1981 | 1991 | 2002 | 2011 |
| ---- | ---- | ---- | ---- | ---- | ---- | ---- | ---- |
| 171  | 157  | 118  | 63   | 45   | 40   | 17   | 22   |

|  |